# Johann Georg Achbauer der Ältere
Johann Georg Achbauer der Ältere (auch: Aichbauer, Aychbauer, Aichpam, Aichpaur, Euchbaur; tschechisch: Jan Jiří Achbauer st.; * im Landl; † 16. März 1683 in Prag) war ein aus Oberösterreich stammender Baumeister, der in Böhmen wirkte.

## Biographie
Johann Georg Achbauer entstammte einer Baumeisterfamilie aus dem oberösterreichischen Landl. 1657 erwarb er als Maurergeselle das Bürgerrecht der Prager Kleinseite. Seit 1656 war er mit der Witwe Martha Miller verheiratet. Nach deren Tod vermählte er sich mit Anna Maria Lang aus Leitmeritz. Sie heiratete nach Achbauers Tod den Baumeister Christoph Dientzenhofer. Dieser hinterließ seinem Stiefsohn Johann Georg Achbauer d. J. testamentarisch ein Vermächtnis.

## Werke
- Die Familie Liechtenstein beauftragte Johann Georg Achbauer mit dem Umbau der Häuser am Oberen Kleinseitner Ring Cons. Nr. 258/III in Prag (Palais Liechtenstein, jetzt Akademie der musischen Künste).

- Für die Familie Lobkowitz errichtete er das Schlösschen in Nedrahovice und führte am Schloss Vysoký Chlumec Reparaturen aus.

- Aichbauer überbaute sein eigenes Haus (Aichbauerovský dům)  Nr. 465/III zwischen Nosticova Strasse und Kampa an der Kleinseite[1], jetzt dient es als Pension.